# Metsä (album)
Metsä (Skov) er den anden demo fra det finske folke metalband Moonsorrow der blev udgivet i maj 1997 og blev kvaliteteforbedret i april 2001 og genudgivet på internettet.

## Numre
1. "Jo Pimeys Saa" – 1:57
2. "Fimbulvetr Frost" – 6:54
3. "Hvergelmir" – 7:50
4. "Elivagar (Hedning)" – 2:28

## Musikere
- Henri Sorvali – Guitar, keyboard, trommeprogrammering, mundharpe, renvokal
- Ville Sorvali – Bas, vokal